# Lorestan-Kröte
Die Lorestan-Kröte (Bufotes luristanicus, Synonyme: Bufo luristanicus, Pseudepidalea luristanica, Calliopersa luristanica) ist eine Krötenart aus der Gattung Bufotes (früher als „Bufo viridis-Komplex“ innerhalb der Gattung Bufo aufgefasst). Sie lebt endemisch am südwestlichen Hangfuß des Zāgros-Gebirge im Iran, an der Grenze zum Irak. Der Name leitet sich etymologisch von den in Luristan (Synonym Lorestan) beheimateten Loren (Synonym Luren) ab, die das unzugängliche Gebirge lange Zeit als nomadische Hirten besiedelten.

## Merkmale
Es handelt sich um einen auffällig kleinwüchsigen Vertreter der Gattung Bufotes, mit einer Kopf-Rumpf-Länge von 3,5 bis 7 Zentimeter. Die Hautoberfläche ist überwiegend gelblich weiß mit kleinen bräunlichen und rötlichen Tuberkeln. Die Bauchseite ist durchgehend weißlich. Die Interorbitaldistanz (auf dem Schädeldach zwischen den Augen) ist schmaler als das obere Augenlid. Das Trommelfell (Tympanum) ist klein, dennoch erkennbar, es ist etwa halb so groß wie der Augendurchmesser. Kräftige Ohrdrüsen (Parotiden) sind deutlich sichtbar. Vorderarme und Hinterbeine, wie auch der Rücken weisen die für Wechselkröten typischen olivgrünen Flecken auf. Zwischen den Zehen 3, 4 und 5 sind Schwimmhäute nur rudimentär vorhanden. Im Gegensatz zu B. surdus verfügt B. luristanicus über ein Gehör. Entsprechend existieren auch Paarungslaute.

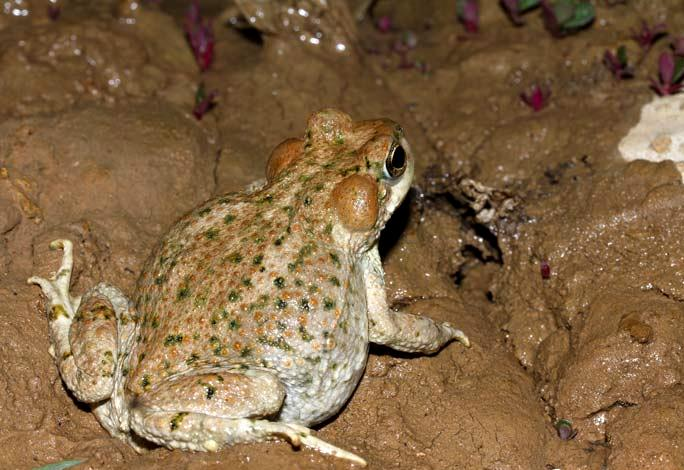
Der Rücken zeigt die für Wechselkröten typischen olivgrünen Flecken

Nach den genetischen Daten von C. Dufresnes et al. (2019) ist die Art diploid. Bei den Schwestergruppenverhältnissen gibt es konkurrierende Befunde: Während das Kerngenom eine enge Verwandtschaft zu Bufotes viridis nahelegt, deutet die mitochondriale DNA eher auf Bufotes surdus (als deren Unterart die Art lange betrachtet wurde) hin. Es ist anzunehmen, dass die Lorestan-Kröte auf eine Hybridisierung zurückgeht, bei der das mitochondriale Erbgut einer der Elternarten komplett verdrängt worden ist.

## Verbreitung und Lebensraum

Verbreitungskarte Bufotes luristanicus, südwestlicher Hangfuß des Zāgros-Gebirges im Iran (Stand: 2015).

Die Lorestan-Kröte ist ein Endemit des Iran. Sie lebt im südwestlichen Vorland des Zāgros-Gebirges, in den Provinzen Lorestan, Chuzestan, Kohgiluye und Boyer Ahmad und randlich in der Umgebung von Fars. Das Zāgros-Gebirge verläuft etwa parallel zum Persischen Golf. Es wird von zahlreichen Antiklinalen und tiefen Mulden durchzogen. Einst wurden die Täler mittels Bewässerung (Schmelzwasser) für den Getreideanbau genutzt. Heute überwiegen hier wüstenähnliche Steppen. Je nach Höhenstufe stehen auch vereiste und versalzte Böden an. Über viele Jahrtausende war die Gebirgskette durch ihre schwere Zugänglichkeit nahezu abgeschottet. Einzelne Eichen (Quercus brandtii) lassen auf eine frühere Bewaldung schließen. Niederschläge fallen hier meist in Form von Nieselregen.
Die wenigen bekannten Fundorte der Lorestan-Kröte liegen in temporär feuchten Bachschluchten, auf etwa 350 bis 700 Meter. Die IUCN erwähnt sogar eine Verbreitung bis auf 1200 Meter Meereshöhe. Typuslokalität ist die Ortschaft Shahbazan (شهبازان) bei Dezful.  Die dämmerungs- bzw. nachtaktiven Kröten verstecken sich tagsüber in Gesteinsspalten sowie im Bodenlückensystem. Die nebenstehende Verbreitungskarte, die auf Grundlage der IUCN Karte erstellt wurde, korrespondiert nahezu deckungsgleich mit den Angaben von C. Dufresnes et al. (2019). Im Bereich des südlichen Zāgros-Gebirge können sich die Lebensräume mit dem seltenen Zagros-Molch (Neurergus kaiseri), (Synonym: Lorestan-Salamander) überschneiden.

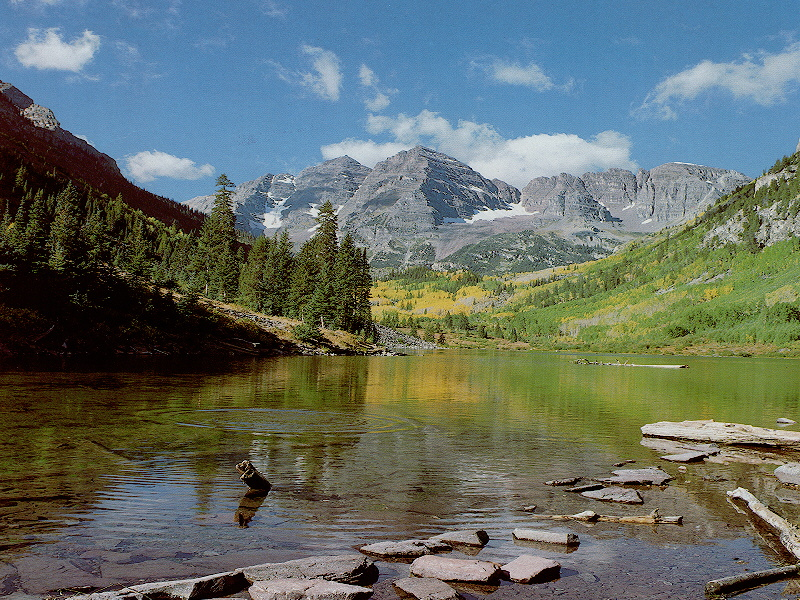
Potentielles Laichgewässer am Fuß des Zāgros-Gebirge, (Provinz Fars)

## Gefährdung
Laut IUCN wird B. luristanicus als Nicht gefährdet eingestuft („Least Concern“, Stand: 2008/2015). Es ist nicht bekannt, ob die Art auch in Schutzgebieten des Irans verbreitet ist.